# Andrés Camilo Ardila
Andrés Camilo Ardila Ordóñez, né le 2 juin 1999 à Mariquita (Tolima), est un coureur cycliste colombien.

## Biographie
Andrés Camilo Ardila est né à Mariquita, une localité située au centre de la Colombie. À 19 ans, il quitte sa ville natale pour rejoindre Medellin afin de disposer de meilleures conditions d'entraînement. Doté d'un profil de grimpeur, il remporte le Tour d'Italie espoirs avec quatre minutes d'avance au général, grâce à ses deux victoires d'étapes en montagne.
Il est recruté en 2020 par l'équipe World Tour UAE Emirates, qu'il rejoint pour quatre saisons. Lors de sa première saison, marquée par la pandémie de Covid-19 et l'arrêt des compétitions entre mars et juillet, il ne termine que deux courses sur dix. En juin 2021, il est troisième du championnat de Colombie du contre-la-montre. En août, il décroche son premier résultat notable en se classant onzième du Tour de Burgos. Pourtant il n'est pas conservé à l'issue de la saison 2022, ne concrétisant pas les espoirs placés en lui. 
Il trouve alors refuge chez les Espagnols de la formation Burgos-BH pour la saison suivante. Cependant, l'insuffisance de résultats conduit la direction de cette équipe à se séparer de lui, peu de temps après son abandon au Tour du Portugal.

## Palmarès
- 2017
  - 2e du championnat de Colombie sur route juniors
  - 2e du championnat de Colombie du contre-la-montre juniors
  - 4e du championnat panaméricain du contre-la-montre juniors
- 2018
  - 5e étape de la Vuelta al Tolima
- 2019
  - 3e et 5e étapes du Tour de Colombie espoirs
  - Tour d'Italie espoirs
    - Classement général
    - 4e et 5e étapes

  - 3e du Tour de Colombie espoirs
- 2021
  - 3e du championnat de Colombie du contre-la-montre
- 2024
  - Clásica de Girardot : 
    - Classement général
    - 4e étape

  - 6e étape du Tour du Guatemala
- 2025
  - Tour de la Guadeloupe : 
    - Classement général
    - 8e étape

## Classements mondiaux
| Année                                 | 2019  | 2020  | 2021  | 2022 | 2023  | 2024  |
| ------------------------------------- | ----- | ----- | ----- | ---- | ----- | ----- |
| Classement mondial                    | 1262e | 1900e | 1295e | nc   | 2483e | 2399e |
| UCI America Tour                      | 178e  | 179e  | 201e  | nc   | nc    | nc    |
|                                       |       |       |       |      |       |       |
| Légende : nc = non classéSource : UCI |       |       |       |      |       |       |